# Ковальово (Нижньосілезьке воєводство)
Ковальово (пол. Kowalowo) — село в Польщі, у гміні Вонсош Ґуровського повіту Нижньосілезького воєводства.
Населення — 108 осіб (2011).
У 1975-1998 роках село належало до Лешненського воєводства.

## Демографія
Демографічна структура станом на 31 березня 2011 року:
|          | Загалом | Допрацездатний вік | Працездатний вік | Постпрацездатний вік |
| -------- | ------- | ------------------ | ---------------- | -------------------- |
| Чоловіки | 52      | 15                 | 29               | 8                    |
| Жінки    | 56      | 11                 | 32               | 13                   |
| Разом    | 108     | 26                 | 61               | 21                   |